# Diocèse des îles Carolines
Le diocèse des îles Carolines est un diocèse de l'église catholique qui couvre deux États : les États fédérés de Micronésie et les Palaos. Il relève de la province ecclésiastique d'Agana.
La cathédrale du diocèse est la cathédrale de Weno, située dans l'État de Chuuk, aux États fédérés de Micronésie.

## Territoire
Le diocèse s'étend initialement sur tout l'archipel des îles Carolines, au sens large, mais aussi sur les îles Marshall. Celui-ci est aujourd'hui partagé entre deux pays seulement : les États fédérés de Micronésie (qui occupent la partie orientale de l'archipel) et les Palaos, qui occupent l'extrémité occidentale des îles Carolines.
Le diocèse actuel résulte de la réunion en un seul diocèse de deux missions sui juris distinctes, avec un autre découpage que celui actuel, celles des Carolines occidentales (Palaos et Yap) et celles des Carolines orientales (Chuuk, Kosrae, Pohnpei notamment mais aussi les îles Marshall voisines) qui n'avaient pas reçu la visite régulière de missionnaires espagnols avant 1886. En effet, les explorateurs espagnols les appellent à partir de 1543 les Nouvelles Philippines (Nuevas Filipinas), et finalement l'amiral Francisco Lazeano les nomme Islas Carolinas en l'honneur de Charles II d'Espagne en 1686. À la suite de la revendication des îles par l'Espagne en 1875, l'Allemagne, qui a occupé les îles Yap dans l'archipel, s'oppose à l'Espagne. Le litige est tranché par un arbitrage du pape Léon XIII en 1885 en faveur de l'Espagne, qui commence à occuper l'archipel en 1886 et y envoie ses missionnaires. En 1899, à la suite de la guerre hispano-américaine, l'Espagne vend les îles pour 25 millions de pesetas à l'Allemagne, qui les intègre à la Nouvelle-Guinée allemande. 
Le diocèse est donc établi le 19 décembre 1905, comme préfecture apostolique (juridiction de missionnaires) des îles Carolines, en réunissant deux missions sui juris qui avaient été tirées de la préfecture apostolique de Micronésie en 1886 (date d'arrivée effective des premiers missionnaires espagnols qui sont remplacés par des missionnaires allemands).
Il devient un vicariat apostolique (avec un évêque titulaire à sa tête) pour les îles Carolines et les îles Marshall le 1er mars 1911. Le premier vicaire général est un évêque allemand de Fribourg-en-Brisgau. Il est agrandi pour comprendre également les îles Mariannes (Guam comprise) le 4 mai 1923.
Il change de nouveau son nom pour devenir le vicariat apostolique des Carolines et des îles Marshall le 4 juillet 1946.
Il devient le 3 mai 1979 le diocèse des Carolines et des îles Marshall.

## Histoire
La préfecture apostolique des îles Carolines est créée en 1905. En 1911, elle est supprimée au profit du vicariat apostolique des îles Mariannes et Carolines, puis des îles Mariannes, Carolines et Marshall en 1923. Les îles Mariannes en seront retirées en 1946.
En 1979, le vicariat apostolique devient le diocèse des îles Carolines et Marshall.
Le 23 avril 1993, les îles Marshall en sont détachées pour créer la Préfecture apostolique des îles Marshall. L'actuel diocèse ne couvre donc plus que l'archipel des Carolines (États fédérés de Micronésie et Palaos).